# Jac Leirner
Jac Leirner (n. Sao Paulo, Estado de Sao Paulo, Brasil, 1961) es una artista conceptual considerada como una de las más destacadas en su especialidad en Latinoamérica. Su trabajo posee referencias hacia la revisión de la historia del arte mediante el uso de objetos que normalmente no se consideran artísticos. En 1993 su obra Pulmón, fue la primera pieza de arte contemporáneo latinoamericano que compró el MOMA de la ciudad de Nueva York.

## Estudios
Jac Leirner nació en Sao Paulo en 1961. Realizó estudios en artes visuales en la Fundação Armando Alvares Penteado (FAAP) de 1983 a 1989.

## Exposiciones
Participó en la Bienal de Sao Paulo en 1990. En 1991, realizó una residencia y exhibición en el Walker Art Center de la ciudad de Mineapolis en Estados Unidos y en el Museo de Arte Moderno en Oxford, Reino Unido. Representó a Brasil en la Bienal de Venecia en 1997. Realizó exposiciones individuales en la Yale School of Art en 2012 en los Estados Unidos, en el Centro Atlántico de Arte Moderna, en las Palmas de Gran Canaria en 2014, en el Museo Tamayo en México en el mismo año entre otros.